# مديرية النادرة

تعديل مصدري - تعديل

مديرية النادرة إحدى مديريات محافظة إب في وسط اليمن. بلغ عدد سكانها 73755 نسمة عام 2004.

## الموقع
تقع شمال شرق مدينة إب على بعد حوالي (38 كيلومتراً) تقريباً، تحيط بها من الغرب مديرية إبّ، ومن الشمال مديرية يَرِيْم، ومن الشرق أجزاء من أراضي محافظة البيضاء، ومن الجنوب أجزاء من أراضي محافظة الضالع، وكانت مديرية النادرة في السابق تدخل ضمن مخلافي ذي رعين والعود، وقال «الحجري» عنها في كتابه «مجموع البلدان»: ((ومساحة النادرة على مسافة مرحلتين طولاً ومثلها عرضاً، وبها أراضي كثيرة على غيل وادي بنا الذي يمر من شمالها الشرقي ويفصل بينها وبين قضاء يَرِيْم كما يفصل بينها وبين قضاء رداع من شرقيها وادي بنا في دمت)). 
ومن قرى مديرية النادرة :
1-قرية طنب 
2-إكراي 
3- الجرئاب

## تاريخ
مدينة النادرة هي مركز المديرية، وكانت تمثل أحد أهم مراكز نفوذ الدولة القتبانية، وأهم مراكز الدولة الحميرية فيما بعد، فهي من المناطق الغنية بالآثار الحميرية، فالذي يبدو من النقش الذي عثر عليه في جبل العود وهو يضارع ذلك النقش الذي عُثر عليه في مدينة تمنع «هجر كحلان اليوم» عاصمة الدولة القتبانية التي ورثت أراضي مملكة أوسان الكبيرة والتي ظهرت اعتباراً من (القرن السابع قبل الميلاد حتى مطلع القرن الأول الميلادي) لعبت خلال هذه الفترة الزمنية دوراً ريادياً في التاريخ اليمني القديم خاصة في جانبه الاقتصادي، وكانت الدولة القتبانية تمتد من وادي بيحان وحريب شرقاً إلى باب المندب والتهائم، وتأخذ بلاد مراد وردمان وسرو مذحج وبلاد رداع وأرض يحصب الذي فيها - ريدان - ثم أرض رعين، ثم تتجه غرباً فيدخل بعدان والسكاسك الذي منها الجند وحمره الذي جاء ذكره في النقش، كما ذكر في النقش - ذو دان - وهو موضع في جبل العود من شماله وفيها من الحصون حصن شخب عمار، وحصن منيف، وحصن صَّفوان وحصن حنول «قمران»، وحصن الرياشي.

## المواقع الأثرية والسياحية
من أهم المواقع الأثرية والتاريخية والسياحية في مديرية النادرة هي:
1- جبل العود: وهو جبل يقع جنوب شرق مدينة النادرة على بعد حوالي (30 كيلومتراً) تقريباً، ويرتفع عن مستوى سطح البحر حوالي (2700 متراً) تقريباً، وينسب إلى «العود بن عبد الله بن الحارث» ويسكنه العدويون من ذي رعين وغيرهم من الحميريين.
وجبل العود بذاته يمثل موقع إستراتيجي هام إذ يشرف ويسيطر على مساحة واسعة وعلى عدة مناطق، ومن أعلاه يرى جبل صبر والجحملية في مدينة تَعِز، كما يرى جبل التعكر وحصن حَبّ ببَعْدان وجبل حمر وسورق من السكاسك هذا من جهة الغرب، أمَّا من جهة الجنوب فيرى يافع والشعيبي والجبال المطلة على أبين ولحج، ومن الشرق سرو مذحج وبلاد البيضاء، ومن الشمال نقيل يسلح، ويصل إلى الجبل - الحصن - عبر طريق جبلي يتخلله عُقاب وثنايات ضيقة وصعبة المرتقى، وعند قرية الدرب تتوقف السيارات، ويتم مواصلة السير عبر الأقدام حيث يستغرق حوالي ساعة من الزمن، والصاعد يمر عبر قرية الصنع ثم يصل بعد ذلك إلى مدخل الحصن، حيث يوجد على يسار المدخل نقش بخط المسند على صخرة الجبل.
وعلى سطح الجبل توجد بقايا لأساسات حجرية لبعض المنشآت المعمارية التي كانت مقامة في فترات تاريخية قديمة، إلى جانب وجود بعض مدافن الحبوب وكروف المياه، وهذه الأنقاض منتشرة داخل سطح الجبل الذي يقدر بحوالي (6 كيلومتراً) تقريباً، وتوجد ثلاثة طرق توصل إلى الحصن هي:
- الطريق الأولى: من الجهة الشرقية وتمتد من قرية الدرب إلى الحصن وتسمى طريق الجبل.
- الطريق الثانية: وهي في الجهة الغربية عبر نقيل يسمى ليئان.
- الطريق الثالثة: وهي في الجهة الشمالية عبر نقيل يسمى نقيل البقر.
وكانت هذه الطرق مرصوفة ومبلطة بالأحجار.
2- جبل زبران: يقع في عزلة العود، ويوجد في أعلى قمة الجبل نقوش منحوتة بخط المسند في أصل الجبل ما زالت بحالة جيدة.
3- قرية صنع: تقع في عزلة العود، يوجد في القرية نقش يتألف من (14 سطراً) بخط المسند طول كل سطر (1.20 متراً) تقريباً، والنقش منحوت على صخرة ما زال بحالة جيدة.
4- حصن كهال: يقع هذا الحصن في جبل كهال بقرية كهال التابعة لمديرية النادرة شرق مدينة
إبّ، ويعتبر من الحصون الأثرية القديمة التي تعود إلى فترة ما قبل الإسلام، وقد تهدم بناء الحصن ولم يبق منه سوى بعض الشواهد الدالة عليه و- أيضاً - صهاريج المياه ومدافن الحبوب المنحوتة في أصل الجبل.
5- قرية عمقه: هي عاصمة عزلة عمقه وتسمى العزلة باسمها تقع في مخلاف عمار تتبع مديرية النادرة بها منبع مياه، كما توجد بها نقوش بخط المسند تشرح عملية توزيع المياه على الأراضي الزراعية (لا نعلم الآن ما مصير النقوش اين ذهبت لادري هل تعلم أنت عنها شيئا).
6- مسجد تمور: يقع مسجد تمور وسط قرية تمور التابعة لعزلة عمار التي تتبع مديرية النادرة، في منطقة جبلية شمال شرق مدينة النادرة على بعد حوالي (12 كيلومتراً) تقريباً، ولا يوجد بها سوى عدد قليل من المنازل.
يعود تاريخ بناء مسجد تمور إلى (القرن الخامس الهجري) فقد وجد به نص التأسيس وما يقرأ منه: ((بسم الله الرحمن الرحيم، عمر الله ….. أزهر س ال ….. مسجد في شهر جمادى منه ثلاثين وأربعمئة)).
ومن خلال نص التأسيس يتبن أن تاريخ بناء المسجد كان في عام (430 هجرية) وبذلك يعتبر مسجد تمور من أقدم المساجد التي ما تزال قائمة حتى اليوم، وتحتفظ بزخارفها التي عملت بأسلوب فن المصندقات الخشبية، حيث تغطي سقفه المصندقات الخشبية المزينة بزخارف متنوعة بعضها عبارة عن آيات قرآنية والأخرى زخارف نباتية.